# Ochsenkopf bei Niedersaida

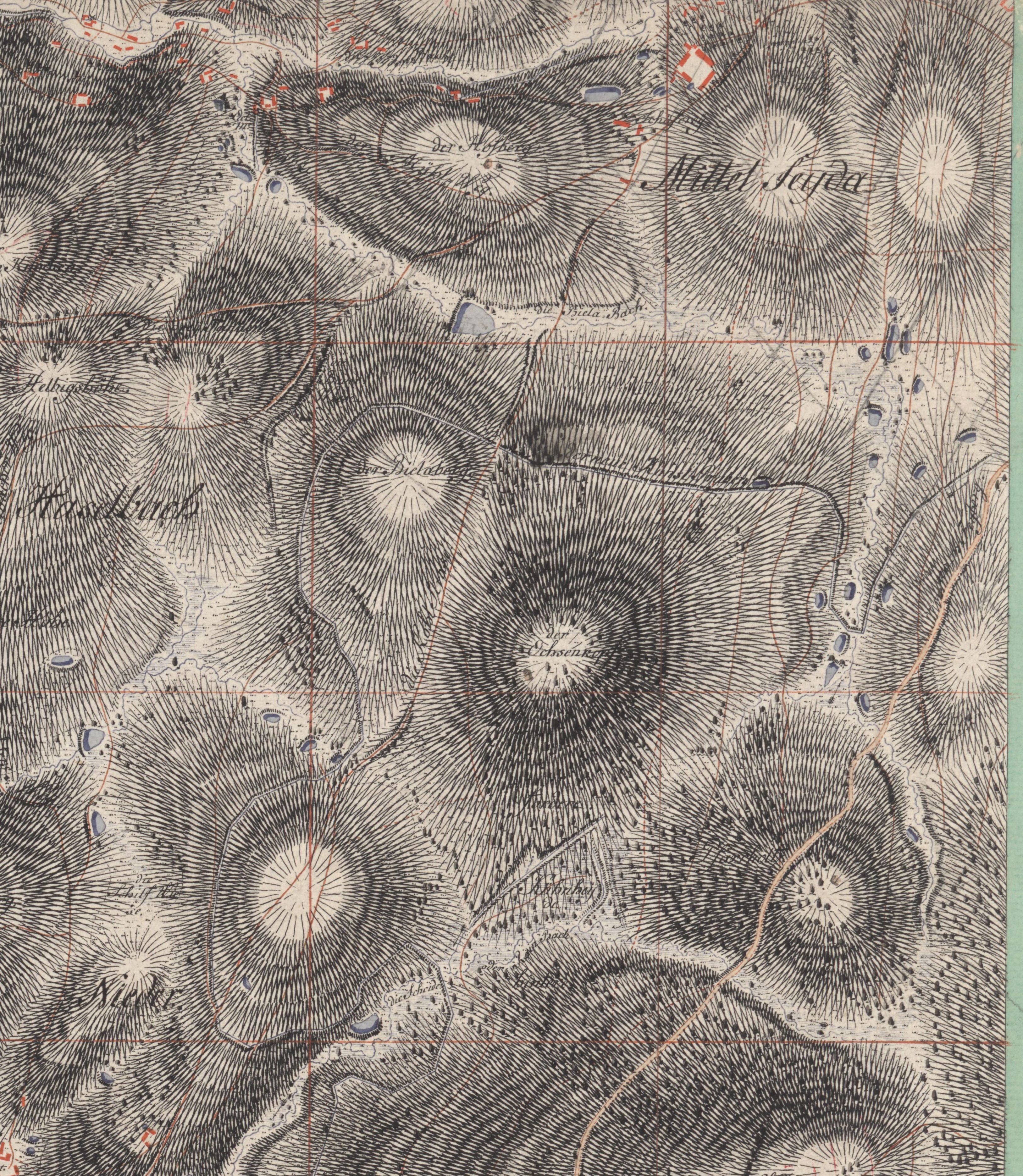
Verlauf des Kunstgrabens am Ochsenkopf vor dem Bau der Haselbacher Rösche (Meilenblatt Nr. 276 (Haselbach), Berliner Exemplar, 1787)

Der Ochsenkopf zwischen Niedersaida und Dörnthal ist ein 592 m ü. NHN hoher Berg im Landkreis Mittelsachsen. Er liegt größtenteils in Großhartmannsdorf und zu einem geringeren Flächenanteil auf dem Gemeindegebiet von Olbernhau im Erzgebirgskreis.

## Geographie und Geologie
Der Name des Berges ist zugleich die Bezeichnung des Forstortes. Das Gebiet des Ochsenkopfes ist überwiegend bewaldet. An den nördlichen und südlichen Flanken erstrecken sich landwirtschaftlich genutzte Areale. Die südlichen und südwestlichen Flanken des Berges liegen im Landschaftsschutzgebiet Saidenbachtalsperre, wo der Buschhausweg die Grenze bildet.
Die Erhebung des Ochsenkopfes wird im Wesentlichen von roten Hochdruckgneisen (HP-HT, Orthogneise) deren Protolithe nach dem Zirkonalter ordovizischen Rhyolithen zugeordnet werden, gebildet. Ferner gibt es graue Granatglimmerfelse und sekundär treten Eklogite auf.
Am Ochsenkopf verläuft der zwischen 1607 und 1790 errichtete Dörnthaler Kunstgraben, ein Abschnitt der historischen Revierwasserlaufanstalt Freiberg. Ursprünglich umfasste er in einem ausholenden Bogen den Berg entlang der Westflanken. Dieser Verlauf ist noch auf dem Blatt Nr. 276 der Sächsischen Meilenblätter nachvollziehbar. Mit dem Bau der Haselbacher Rösche (vorgetrieben 1857 bis 1862) verkürzte sich dessen Verlauf und ein Teilstück des Kunstgrabens wurde aufgegeben. Unter der Ostflanke des Ochsenkopfs verläuft diese Rösche. Am oberen Mundloch (bei etwa 548 m ü. NHN) bildet eine flache Einsenkung den Verlauf des Scheidebachs, der in der Ostflanke des Forstgebietes sein Tal eingegraben hat und nach Süden in den Haselbach entwässert. Westlich des oberen Röschenmundlochs liegt im Wald ein anmooriges Areal, wo zeitweise Torf gewonnen wurde und ein Quellort liegt.
Das untere Mundloch (bei etwa 544 m ü. NHN) der Rösche liegt in einem von Wiesen und niedrigem Waldbestand gekennzeichneten Taleinschnitt, von wo sich der Kunstgraben nach Norden mit dem Ziel Obersaida zum Obersaidaer Kunstgraben fortsetzt. Das Mundloch befindet sich in einer Senke des Biehlabaches, ein Nebengewässer des Saidenbaches, ohne dabei das Wasser in den Kunstgraben aufzunehmen.
Die Verwitterungszone des Gneises im Untergrund besteht aus einem sandigen bis vergrusten Lehmboden. In den Bodenzonen befinden sich Gesteinsbruchstücke.
Eine Forststraße, der Buschhausweg, verläuft von der Landstraße S 207 im Osten nach Nordwesten durch das Waldgebiet am Ochsenkopf und endet an der Bundesstraße 101 bei Mittelsaida. Vom Dorf Haselbach führt in nordnordwestliche Richtung der Leichenweg nach Mittelsaida.

## Galerie

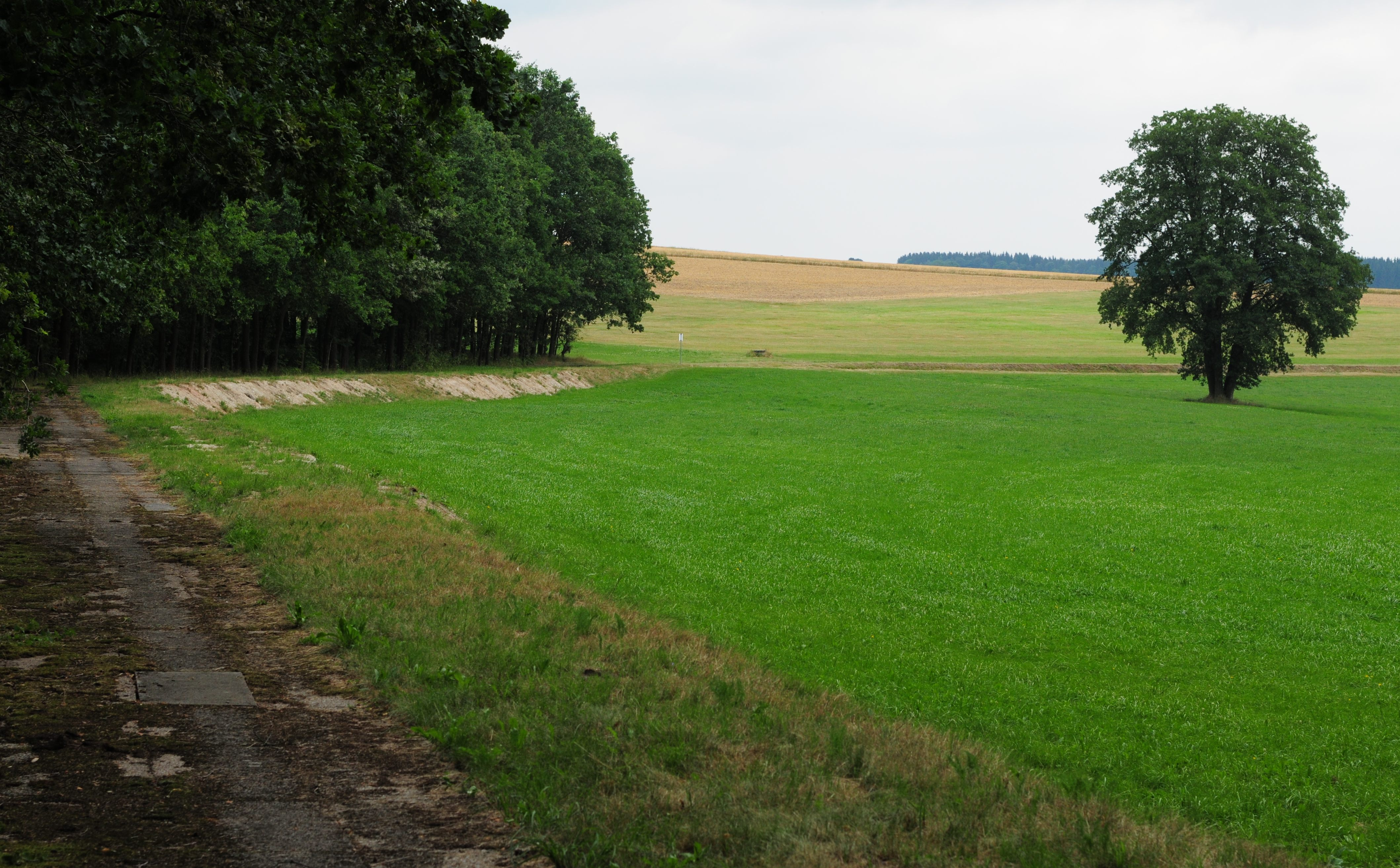
Kunstgraben an der Südflanke des Ochsenkopfes
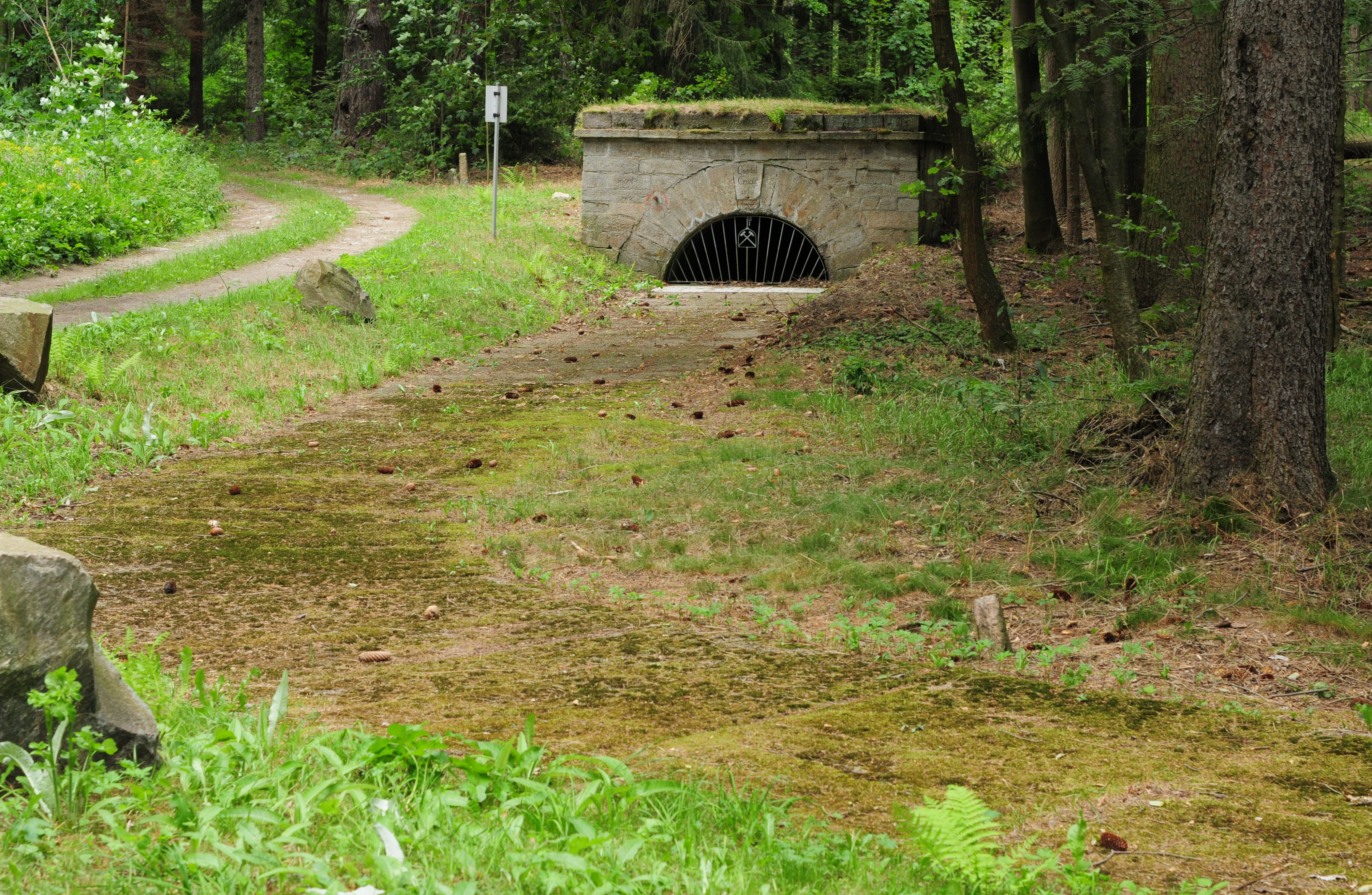
Oberes Mundloch
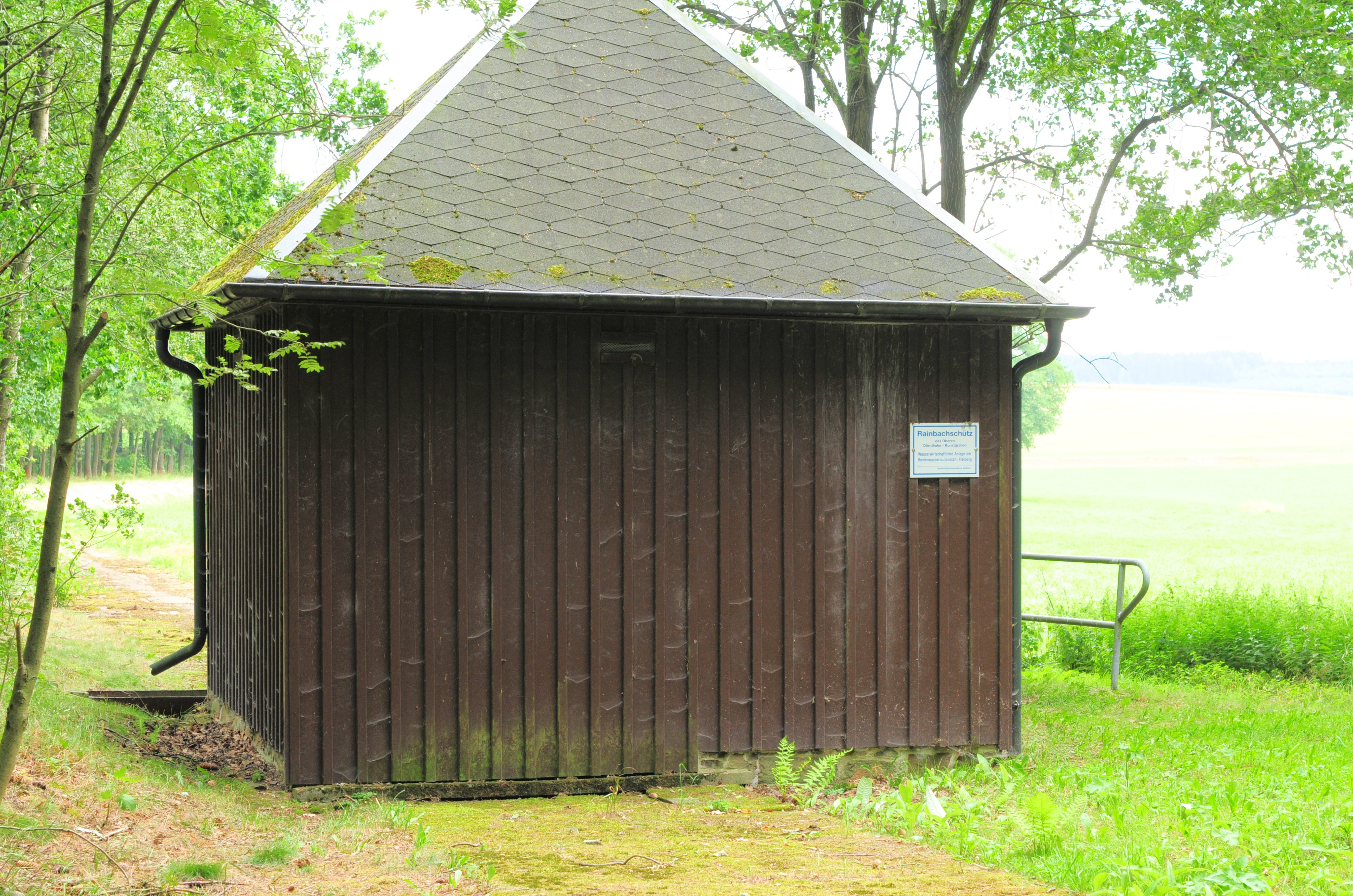
Schützenhaus am oberen Mundloch
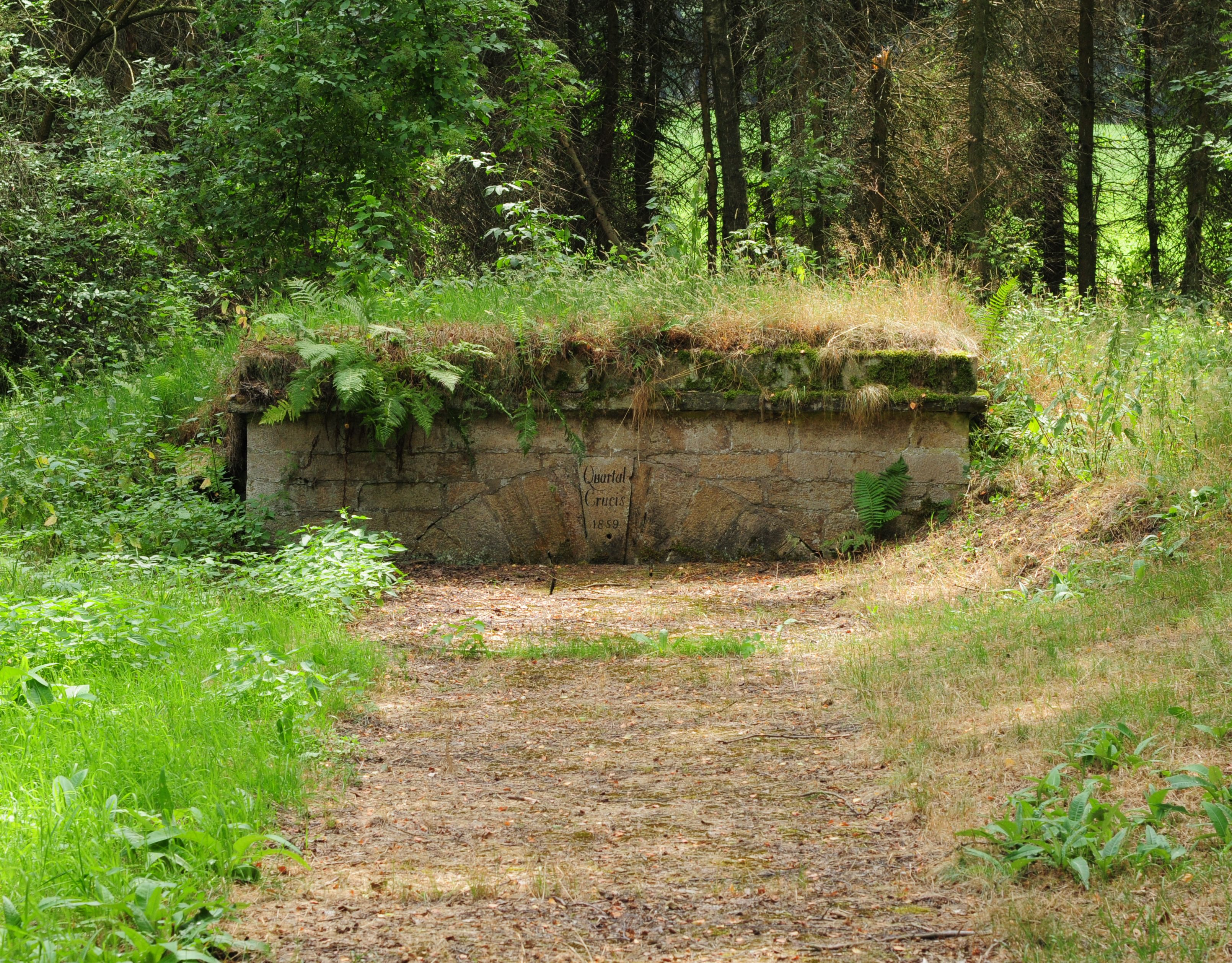
Unteres Mundloch